# Horon
Horon era una divinità fenicia associata alla magia.